# Município de Monroe (condado de Coshocton, Ohio)
O município de Monroe (em inglês: Monroe Township) é um município localizado no condado de Coshocton no estado estadounidense de Ohio. No ano de 2010 tinha uma população de 525 habitantes e uma densidade populacional de 7,75 pessoas por km².

## Geografia
O município de Monroe encontra-se localizado nas coordenadas 40° 24′ 57″ N, 82° 02′ 21″ O. Segundo a Departamento do Censo dos Estados Unidos, o município tem uma superfície total de 67.7 km², da qual 67,7 km² correspondem a terra firme e (0 %) 0 km² é água.

## Demografia
Segundo o censo de 2010, tinha 525 pessoas residindo no município de Monroe. A densidade populacional era de 7,75 hab./km². Dos 525 habitantes, o município de Monroe estava composto pelo 97,14 % brancos, o 0,19 % eram afroamericanos, o 1,52 % eram amerindios, o 0,76 % eram de outras raças e o 0,38 % eram de uma mistura de raças. Do total da população o 0,95 % eram hispanos ou latinos de qualquer raça.